# Isabelle Borg
Isabelle Borg (n. 7 septembrie 1959, Londra, Anglia, Regatul Unit – d. 23 septembrie 2010, Malta) a fost o artistă britanico-malteză. Lucrările ei au apărut în mai multe expoziții din Malta și la nivel internațional. 

## Viață
Isabelle Borg s-a născut la 1959 în Londra dintr-un tată maltez și o mamă italiană. A studiat pictura la Camberwell School of Art, Londra, absolvind cu o diplomă în arte în 1986. A obținut un master (în Istoria artei) în 1994 și a predat arta la Universitatea din Malta. Ea a petrecut perioade din viața ei la Berlin și West Cork. A înființat Moviment Mara Malteseja (Mișcarea Femeilor Malteze) la sfârșitul anilor 1980.

### Moarte
Borg a murit la Malta în 2010, suferind de fibroză pulmonară idiopatică. Și-a petrecut ultimii ani din viață lucrând în studioul ei din Floriana. În ultimele luni ale vieții, ea a activat pentru a protesta împotriva construcțiilor planificate și realizate de autoritățile din Malta, argumentând că lucrările care au avut loc lângă reședința ei au avut un impact negativ asupra calității vieții sale, agravând și mai mult boala și au limitat-o să stea în dormitorul său, în plus au avut un impact negativ asupra patrimoniului cultural al zonei.

## Lucrări
Isabelle Borg și-a expus în mod regulat lucrările atât în Malta, cât și internațional, în Irlanda, Anglia și Germania, printre altele. Lucrările ei au fost expuse la Muzeul Național de Arte Plastice din Malta. Iasabelle Borg  participat la diverse expoziții de grup și a publicat cercetările sale. O retrospectivă a activității ei a avut loc la Malta în iunie 2017. Subiectele ei includeau peisaje, artă abstractă și portrete.